# Машинобудівник (стадіон, Дружківка)
Стадіон «Машинобудівник» — стадіон у місті Дружківка Донецької області. Домашня арена клубу «Машинобудівник» (Дружківка).

## Історія
Стадіон «Машинобудівник» у Дружківці було побудовано в 1957 році, належав місцевому машинобудівному заводі. Вміщує 5000 глядачів. Відомий тим, що 25 березня 2000 року на цьому стадіоні зіграв свій домашній поєдинок донецький «Металург» (проти запорізького «Металурга»). На матч Вищої ліги чемпіонату України прийшло подивитися 5,5 тисяч глядачів.